# Đầu Tử Nghĩa Thanh
Đầu Tử Nghĩa Thanh (zh. 投子義青, ja. Tōsu Gisei, ko. T'uja Ŭich'ǒn, 1032-1083) là Thiền sư Trung Quốc đời Tống, Tổ thứ 7 của Tào Động tông. Sư đạt đạo nơi Thiền sư Phù Sơn Pháp Viễn (Lâm Tế tông), nhưng lại là pháp tử của Thiền sư Thái Dương Cảnh Huyền theo hình thức "đại phó". Đệ tử của sư nổi tiếng nhất có Thiền sư Phù Dung Đạo Khải.

## Cơ duyên và hành trạng
Sư họ Lý, là người Thanh Châu, Sơn Đông (Trung Quốc). Năm lên 7 tuổi, Sư xuất gia ở Diệu Tướng tự, đến năm 15 tuổi sư thọ giới cụ túc.
Sư học Bách Pháp Luận, than rằng: "Con đường ba a-tăng-kỳ xa xôi, tự giam hãm nào có ích gì." Sư nghe giảng kinh Hoa Nghiêm, đọc bài kệ của Chư Lâm Bồ-tát đến câu "Tức tâm tự tánh" liền có chổ hiểu, liền đến núi Phù Sơn thưa hỏi các Thiền sư. Lúc ấy, Thiền sư Pháp Viễn nằm mộng thấy một con chim ưng rất đẹp nên cho đó là điềm lành. Pháp Viễn từng được Thiền sư Thái Dương Cảnh Huyền trao ca sa, giày cỏ nhờ tìm giúp một người thừa kế Tông Tào Động rồi giao lại các tín vật trên. Khi Pháp Viễn gặp sư, biết sư là người xứng đáng có thể kế thừa được pháp của Thái Dương nên rất tận tình chỉ dạy cho sư.
Sư ở lại dưới hội của Pháp Viễn ở Thánh Nham tự chuyên tâm tu hành. Pháp Viễn bảo Sư tham câu thoại đầu: "Ngoại đạo hỏi Phật: "Không hỏi có nói, không hỏi không nói." Một hôm sư đến tham vấn, Pháp Viễn hỏi: "Ngươi ghi được thoại đầu chăng? Thử nêu ra xem!" Sư suy nghĩ để đáp liền bị Pháp Viễn bụm miệng, hoát nhiên đại ngộ. Pháp Viễn bảo Sư: "Ngươi diệu ngộ huyền cơ chăng?" Sư thưa: "Nếu có cũng phải mửa bỏ." Thị giả đứng cạnh thấy vậy nói: "Hoa Nghiêm Thanh ngày nay như bệnh được ra mồ hôi." Sư ngó lại bảo: "Ngậm lấy miệng chó! Nếu còn lải nhải lăng xăng, ta buồn nôn."
Từ đó, Sư trở thành nhân vật nổi tiếng trong số môn hạ của Viên Giám (Pháp Viễn), nên được chúng gọi là Thanh Hoa Nghiêm. Ba năm sau đó, Sư được Pháp Viễn đem tông chỉ của tông Tào Động giao phó kế thừa cùng y ca sa và giày của Thái Dương Cảnh Huyền. Pháp Viễn dặn dò: "Ngươi thay ta nối dòng tông Tào Động, không nên ở đây lâu, phải khéo hộ trì." Kể từ đó, sư trở thành môn hạ của Tào Động tông và là truyền nhân đời thứ 7. Pháp Viễn có trao bài kệ phó chúc cho sư:
Tu-di đứng trong không
Nhật nguyệt cạnh mà chuyển
Nhiều đảnh đều nương y
Mây trắng mới biến đổi.
Thiếu Lâm gió tòng lay
Động Tào Khê cuốn sáo
Phụng vàng đậu ổ rồng
Nhà rêu đâu xe nghiền.
Theo học giả Morten Schlütter, hình thức truyền pháp theo kiểu trên chưa bao giờ xuất hiện trong lịch sử của Thiền Tông Trung Quốc khi mà Đầu Tử có thể được coi là người nối pháp trực tiếp của Thái Dương dù chưa bao giờ gặp mặt Thái Dương và Pháp Viễn có thể nắm giữ dòng pháp của Thái Dương dù Pháp Viễn không phải là pháp tử của Thái Dương. Morten Schlütter cho rằng câu chuyện này được thêu dệt nên để củng cố mối liên kết khá yếu giữa Đầu Tử và Thái Dương (vị Thiền sư Tào Động cuối cùng được ghi lại trong bộ Cảnh Đức Truyền Đăng Lục uy tín) nhằm hợp pháp hóa sự truyền thừa của Đầu Tử.
Qua lời khuyên của Pháp Viễn, sư đến hội của Thiền sư Viên Thông Pháp Tú – một vị Thiền sư thuộc Vân Môn tông. Qua vấn đáp, sư rất được vị này coi trọng.
Về sau, sư đến Lô Sơn, duyệt đọc các kinh luận. Đến năm thứ 6 (1073) niên hiệu Hy Ninh, sư trở về Thư Châu và trụ trì tại Hải Hội Thiền Viện trên núi Bạch Vân. Sau 8 năm ở Bạch Vân Sơn, sư đến hoằng pháp tại núi Đầu Tử. Sư sống đạm bạc khổ hạnh, mặc y cũ rách, dùng vỏ cây làm chăn, không tích trữ vật chất riêng cho mình.
Vào ngày mồng 4 tháng 5 năm thứ 6 (1083) niên hiệu Nguyên Phong, sư thăng toà viết kệ, rồi an nhiên thị tịch. Sư trụ thế 52 năm, 32 tuổi hạ. Đệ tử làm lễ trà tì và thu được nhiều xá lợi năm màu, xây tháp an trí xá lợi tại am Tam Phong. Trước khi tịch sư viết bài kệ:
Hán văn
兩處住持
無可助道
珍重諸人
不須尋討
Phiên âm
Lưỡng xứ trụ trì
Vô khả trợ đạo
Trân trọng chư nhân
Bất tu tầm thảo.
Dịch nghĩa
Trụ trì hai nơi
Không thể giúp đạo
Trân trọng các người
Chẳng cần tìm thảo.
Hành trạng và pháp ngữ của sư được môn đệ ghi lại trong:
- Thư Châu Đầu Tử Thanh Hòa Thượng Ngữ Lục (zh. 舒州投子清和尚語錄, 2 quyển).
- Đầu Tử Thanh Hòa Thượng Ngữ Yếu (zh. 投子清和尚語要, 1 quyển).

## Pháp ngữ
Sư thượng đường gọi đại chúng bảo: "Nếu luận việc này như loan phụng bay giữa hư không chẳng để dấu vết, như con linh dương mọc sừng ai tìm được dấu chân, rồng vàng chẳng giữ đầm lạnh, thỏ ngọc đâu gá bóng cóc. Nếu lập chủ khách thì phải ngoài cõi Oai Âm lay đầu, hỏi đáp nói bày vẫn là bên lề huyền lộ đề xướng. Nếu hay như thế vẫn còn ở giữa đường. Nếu đứng tròng (nhìn sững) chẳng nhọc thấy nhau."
Sư thượng đường dạy: "Nếu đề xướng tông thừa thì phàm thánh bặt dấu. Lầu gác mở cửa nơi khác thấy nhau. Giả sử cuốn rèm được ngộ đâu khỏi bên cạnh, mùa xuân gặp hoa đào lại thêm bệnh mắt. Do đó, cổ nhân nói: 'Một đường hướng thượng ngàn thánh chẳng truyền.' Chư nhân giả! đã là chẳng truyền, tại sao con trâu sắt chạy qua nước Tân La (Triều Tiên)?" Sư bèn hét! nói: "Đạt giả phải biết trong tiếng sợ."
Có vị Tăng hỏi: "Thầy xướng gia khúc tông phong ai và nối pháp vị nào?" Sư đáp: "Một mũi tên trước Oai Âm, bắn thấu hai lớp núi." Tăng hỏi: "Thế nào là việc truyền nhau?"  Sư đáp: "Toàn nhân trăng đất Hoài, chiếu soi xuân xứ Dĩnh." Tăng hỏi: "Thế ấy là vào nước thấy người dài?" Sư đáp: "Chỉ biết kinh ngọc lạ, đâu biện tâm Sở vương." Tăng bèn lễ bái.